# Brad May
Brad May, född 29 november 1971 i Toronto, Ontario, är en kanadensisk före detta professionell ishockeyspelare som spelade för ett flertal klubbar i NHL. May var främst känd för sin "tuffa" spelstil samt sitt fysiska spel. Han valdes som 14:e spelare totalt i NHL-draften 1990 av Buffalo Sabres.

## Klubbar
- Buffalo Sabres 1991–1998
- Vancouver Canucks 1998–2000, 2003–2004
- Phoenix Coyotes 2000–2003
- Colorado Avalanche 2005–2007
- Anaheim Ducks 2007–2009
- Toronto Maple Leafs 2008–09
- Detroit Red Wings 2009–10